# Felipe Arroyo de la Cuesta
Pour les articles homonymes, voir Cuesta (homonymie).
Felipe Arroyo de la Cuesta (1780-1840) était un missionnaire franciscain espagnol et linguiste, connu pour son travail sur les langues amérindiennes.
De la Cuesta est né à Cubo de Bureba, Burgos, en Espagne, en 1780. Il est arrivé sur le territoire espagnol de la Haute-Californie en 1808 et a travaillé à la Mission San Juan Bautista en Californie de 1808 à 1833. Il a étudié et écrit de nombreux ouvrages sur les langues de la région, dont le costanoan, particulièrement le mutsun et le yokuts, particulièrement le noptinte.
En 1833, de la Cuesta confia le travail de San Juan Bautista aux franciscains zacatéens. Il a ensuite travaillé dans plusieurs autres missions en Californie centrale, notamment San Luis Obispo, San Miguel, La Purísima et Santa Inés. Il est mort à Santa Inés le 20 septembre 1840.